# Njombongo
Njombongo est une divinité de la justice dans la spiritualité du peuple Bassa pour désigner Dieu

## Mythologie
Njombongo se réfère au Dieu de justice.